# Karol Lanckoroński
Karol Lanckoroński, armoiries Zadora, né le 4 novembre 1848 à Vienne et mort le 15 juillet 1933 dans la même ville, est un aristocrate polonais, archéologue, historien de l’art, mécène, collectionneur passionné et éminent spécialiste de la renaissance italienne. Il occupa un haut rang dans la monarchie plurinationale austro-hongroise et modernisa le service consacré à la conservation des monuments dans tout l'Empire Austro-hongrois. Il organisa de nombreuses expéditions scientifiques, parmi lesquelles des expéditions archéologiques en Asie Mineure.

## Biographie
La famille Lanckoroński de Brzezie, des armes Zadora, est une ancienne famille polonaise qui remonte au XIVe siècle. Zbigniew de Brzezie, des armes Zadora adopta ce nom provenant des biens de Lanckorona que le roi Władysław Jagiełło lui offrit. Grâce aux générosités royales, cette branche acquit une immense fortune. Les Lanckoroński firent partie de l’élite depuis les premiers Jagellon et tinrent leur position plusieurs centaines d’années.
Karol Lanckoroński est le fils du comte Kazimierz Wincenty Lanckoroński conseiller et chambellan de la cour de Vienne et de Wanda Leonia Potocka. Après la mort de son père, la mère de Karol se remaria avec le comte Karl Friedrich Vitzthum von Eckstädt en 1875 à Paris, où le couple s’installa alors.
Karol fit son éducation à Vienne où il a également reçu des cours de dessin du peintre orientaliste viennois Leopold Carl Müller. Il obtient son doctorat en droit de l'Université de Vienne en 1873 puis passe quelques années à Paris et à Londres.

### Explorateur
En janvier 1874, Karol Lanckoroński entreprit un long voyage en Italie où il retournera par la suite quelques semaines chaque année. En 1875, il partit en voyage en Espagne puis en Égypte avec le peintre autrichien Hans Makart  En 1877, il se rendit en Palestine et en Syrie, puis en Angleterre, au Danemark et en Suède. En 1882, il entreprit un voyage de quatre ans en Asie Mineure.
La première expédition archéologique scientifique à laquelle il participa et qu'il cofinança fut une expédition de recherches en Lycie en 1882 dirigée par l'archéologue autrichien Otto Benndorf. Lanckoroński quitta Rhodes pour Adalia (aujourd'hui Antalya), accompagné, entre autres, de l'anthropologue et ethnographe Felix von Luschan et du peintre autrichien Leopold Bara. Il visita la Cilicie et de nouveau Antalya. L'année suivante, il partit en France.
En 1884, Lanckoroński lança, organisa et finança une expédition archéologique en Anatolie à laquelle participèrent les professeurs Felix von Luschan, Marian Sokołowski, George Niemann, Eugen Petersen et Wilhelm von Hartel, ainsi que deux photographes, Moritz Hartel et Johann Georg Wasmuth, et le peintre polonais Jacek Malczewski dont Lanckoroński était un ami et un mécène de longue date.
Le fruit de cette expédition fut "Les Villes de la Pamphylie et de la Pisidie", la première étude consacrée aux vestiges architecturaux des cités de Pamphylie et de Pisidie. Son ouvrage devint vite une référence et constitua pendant plusieurs décennies la principale source d’informations concernant l’architecture et l’urbanisme de la plupart de ces sites classiques.
En décembre 1888, Lanckoroński entreprit un voyage autour du monde.
En 1891, il visita Corfou et l'Albanie avec le sculpteur Caspar von Zumbusch.
En 1912, avec son fils Antoni, il voyagea via Berlin et Hambourg jusqu'à Glasgow et Édimbourg avant de partir pour l'Islande. En 1929, il se rendit en Espagne et au Portugal avec sa fille Karolina.
Les recherches archéologiques de 1882-1884 apportèrent  à Lanckoroński une reconnaissance internationale. Il devint membre de l'Institut archéologique allemand et autrichien en 1891 et de l'Académie polonaise des arts et sciences de Cracovie en 1893 ainsi que membre correspondant de l'Akademie der Wissenschaften à Vienne. En 1907, il reçut un doctorat honorifique de l'université Jagellonne de Cracovie et le même titre lui fut également décerné par l'Université de Berlin. Sa renommée de chercheur et d'expert de l'antiquité fut renforcée par les travaux de restauration de la cathédrale d'Aquilée qu'il finança.

### Collectionneur et mécène

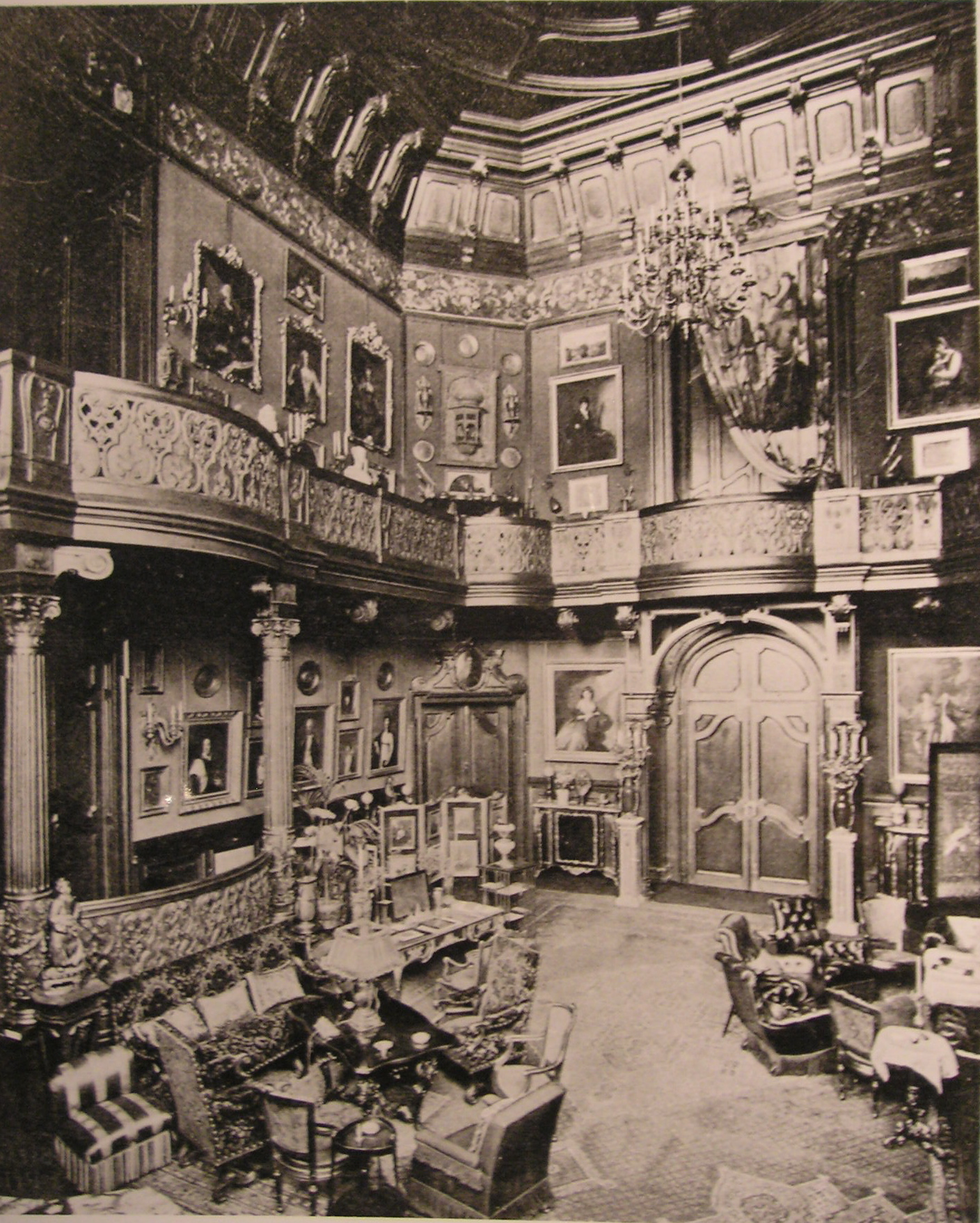
Palais Lanckoronski à Vienne

Ses collections d'art, estimées à plus de 3000 objets, comprenaient des peintures des écoles italienne, allemande, autrichienne, française et néerlandaise ; elles furent en partie héritées de ses ancêtres (y compris des œuvres de l'ancienne collection du roi Stanisław August Poniatowski) mais une grande partie fut acquise par lui personnellement (peinture italienne du XIVe au XVIe siècle et œuvres d'artistes contemporains). Ses collections comprenaient également des œuvres d'art ancien (grec, romain, mais aussi égyptien ancien) qui totalisaient environ 1000 objets, objets d'art et d'artisanat de Chine, d'Inde et du Japon, ainsi que de la porcelaine, des tapisseries, des pièces de monnaie et des miniatures.
Pour les abriter, Lanckoroński construisit dans les années 1892-1894 un grand palais néo-baroque au 18 Jacquingasse à Vienne qui vite devint un lieu de rencontre pour l'élite intellectuelle viennoise et internationale et fut l'un des salons les plus importants de la capitale autrichienne.

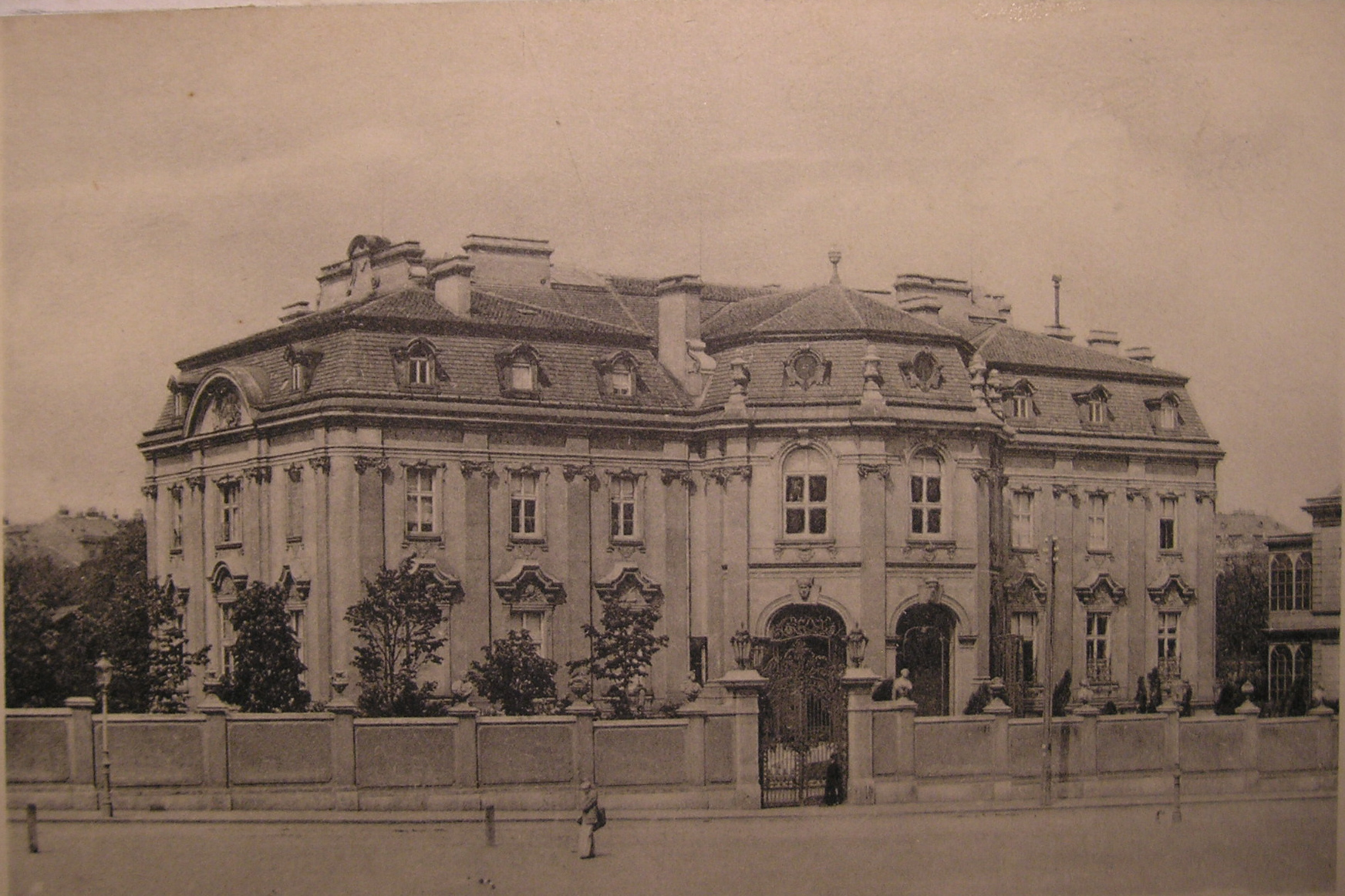
Palais Lanckoronski à Vienne

Karol Lanckoroński appréciait le rôle de la photographie dans l’étude des œuvres d’art, c’est pourquoi il rassembla une immense photothèque dans le palais de Rozdół. Dans ce même palais, il créa un atelier de peinture pour son ami Jacek Malczewski.

### Conservateur de monuments historiques
Après la mort de son père en 1874, Karol hérita d'un siège parlementaire à la Chambre des Lords autrichienne à Vienne. À partir de 1877, il fut conservateur du musée royal et impérial de l'Österreichisches für Kunst und Industrie et également du Handelsmuseum de Vienne. En 1910, il devient vice-président de l'Office pour la protection des monuments. Le couronnement de sa carrière dans les institutions publiques de l'Empire austro-hongrois fut sa nomination par l'empereur au poste de grand chambellan en février 1914. En raison du déclenchement de la Première Guerre mondiale, nombre de ses projets sont restés sur papier. En 1917, il démissionna de ce poste et se retira progressivement de la vie publique.
Il joua un rôle significatif au sein de la Commission internationale de restitution chargée de la reprise de biens culturels appartenant aux États créés après l'effondrement de l'empire austro-hongrois, y compris la Pologne.
Grâce aux efforts acharnés du comte Karol Lanckoroński et du professeur comte Leon Piniński, ainsi que des présidents du parlement galicien, les  comtes Stanisław Badeni et Mikołaj Zyblikiewicz, le château royal de Wawel à Cracovie fut repris à l'armée autrichienne qui l'avait occupé pendant des années, avec un effet dévastateur pour cet ancien siège des rois de Pologne. Avec Piniński, Lanckoroński participa activement à la rénovation du château et de la cathédrale du Wawel ; Lanckoroński y érigea la pierre tombale de la reine Hedwige Ire de Pologne et la plaque commémorative en hommage au cardinal Zbigniew Oleśnicki.

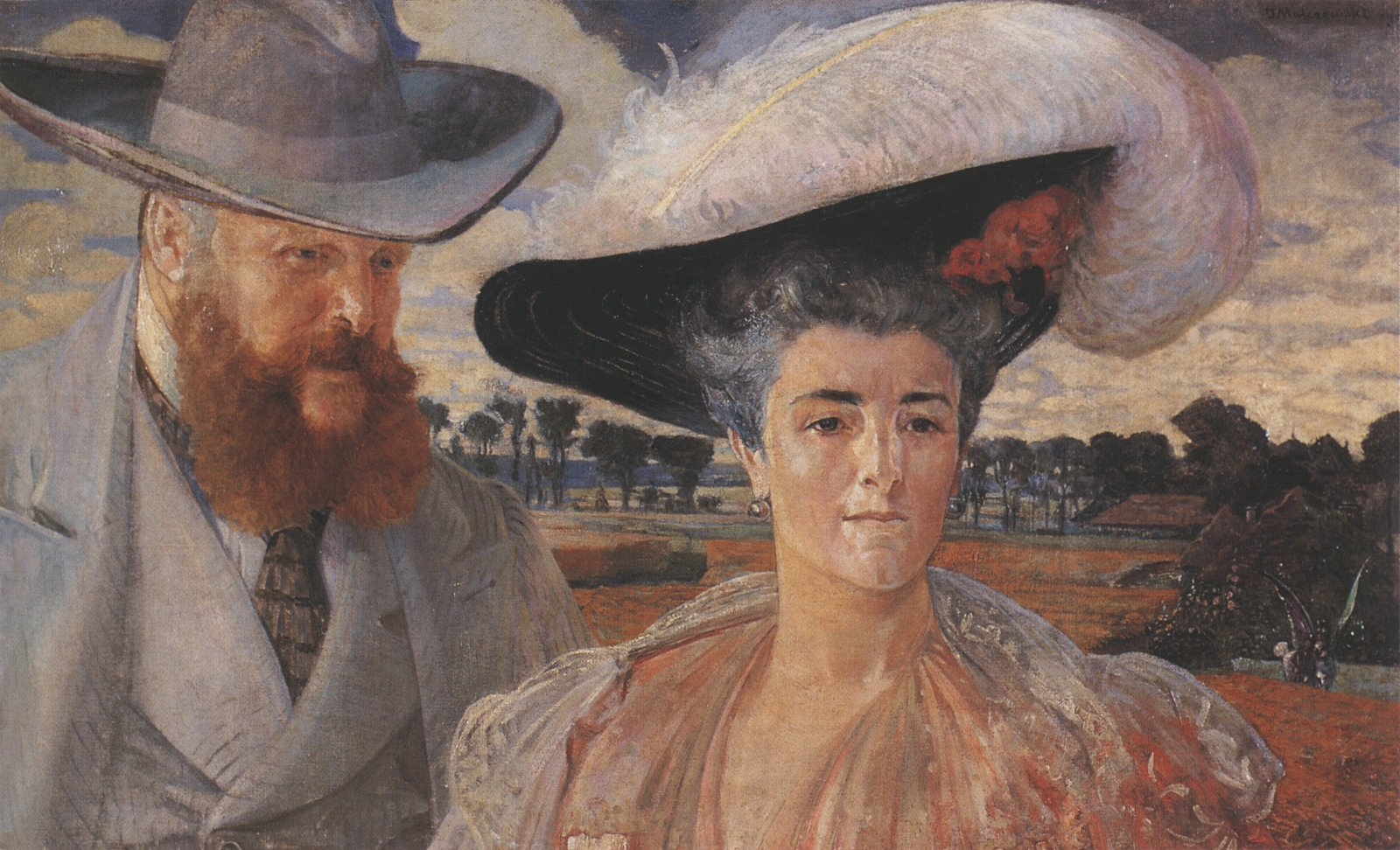
Le comte Lanckoroński et sa femme Margarethe von Lichnowsky par Jacek Malczewski.

Lackoroński prenait soin de ses compatriotes polonais vivant à Vienne, il y fonda une église et un refuge pour les pauvres. Pendant la 1ère Guerre mondiale, il créa l’hôpital « Faniteum » pour les soldats polonais.
Après la guerre, le comte laissa à ses enfants le libre choix en ce concerne la politique et la nationalité. Antoni, Karolina et Adelajda manifestèrent un lien profond avec la culture et l’histoire de la Pologne, qui recouvra l’indépendance en 1918.
Pendant la IIe Guerre mondiale, la collection de la famille Lanckoroński fut réquisitionnée par la gestapo et passa aux mains d’Adolf Hitler en tant que propriété privée. Interceptée par les Américains, la collection retourna aux mains de ses propriétaires, puis fut conservée pendant presque un demi siècle dans une banque en Suisse. En 1994, Karolina Lanckorońska fit don à la Pologne des pièces qui purent être épargnées.

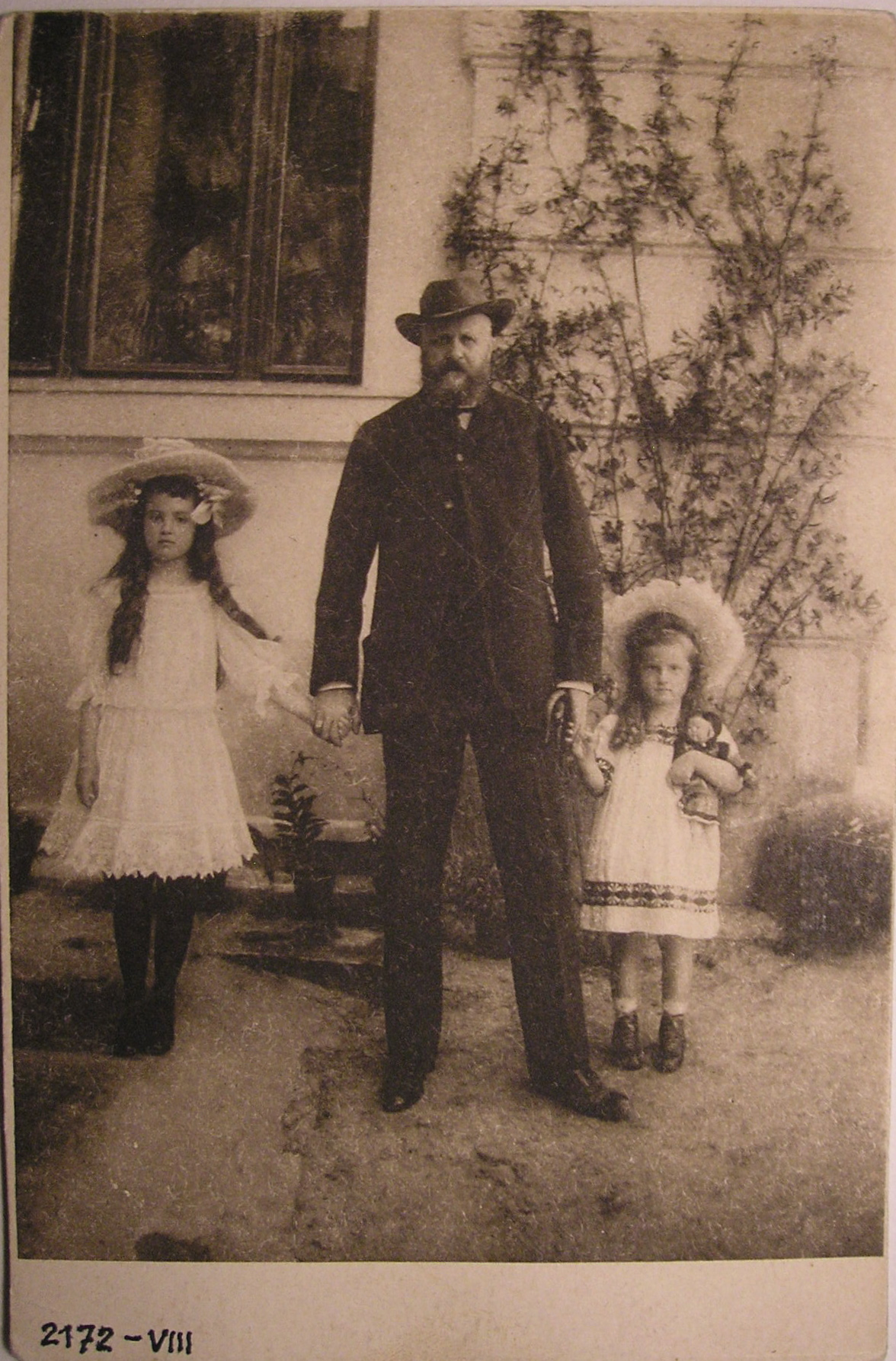
Comte Lanckoroński avec ses filles Karolina et Adelajda

### Distinctions
En 1903, Karol Lanckoroński reçut l'Ordre de la Toison d'or et en 1928 l'Ordre Polonia Restituta.